# The Dark Pictures Anthology: Man of Medan
The Dark Pictures Anthology: Man of Medan (também conhecido como Man of Medan) é um jogo eletrônico de drama interativo e survival horror desenvolvido pelo estúdio inglês Supermassive Games e publicado pela Bandai Namco Entertainment. O jogo foi lançado mundialmente no dia 30 de agosto de 2019 para as plataformas Microsoft Windows, PlayStation 4 e Xbox One. 

## Premissa
Um grupo de americanos viaja em direção ao sul do Oceano Pacífico para tirar férias, mas quando uma tempestade se aproxima, eles se veem presos em um navio fantasma, naufragado e amaldiçoado, junto com seu capitão.

## Jogabilidade
Man of Medan é um drama interativo e survival horror jogado a partir de uma perspectiva em terceira pessoa, na qual os jogadores assumem o controle de cinco personagens que estão presos em um navio fantasma. Os jogadores precisam tomar decisões diferentes e selecionar opções de diálogo quando estiverem interagindo com outros personagens. A narrativa se adapta a essas escolhas e é possível que os jogadores mantenham todos os personagens jogáveis vivos e que todos eles morram. As sequências de ação apresentam principalmente quick time events. À medida que os jogadores exploram a nave fantasma, eles podem encontrar diferentes imagens escuras, que dão ao personagem do jogador premonições do que pode acontecer no futuro. O jogo também oferece dois modos de jogo multijogador, nomeados "História compartilhada" e "Noite de cinema" (Shared Story e Movie Night em inglês).

## Desenvolvimento

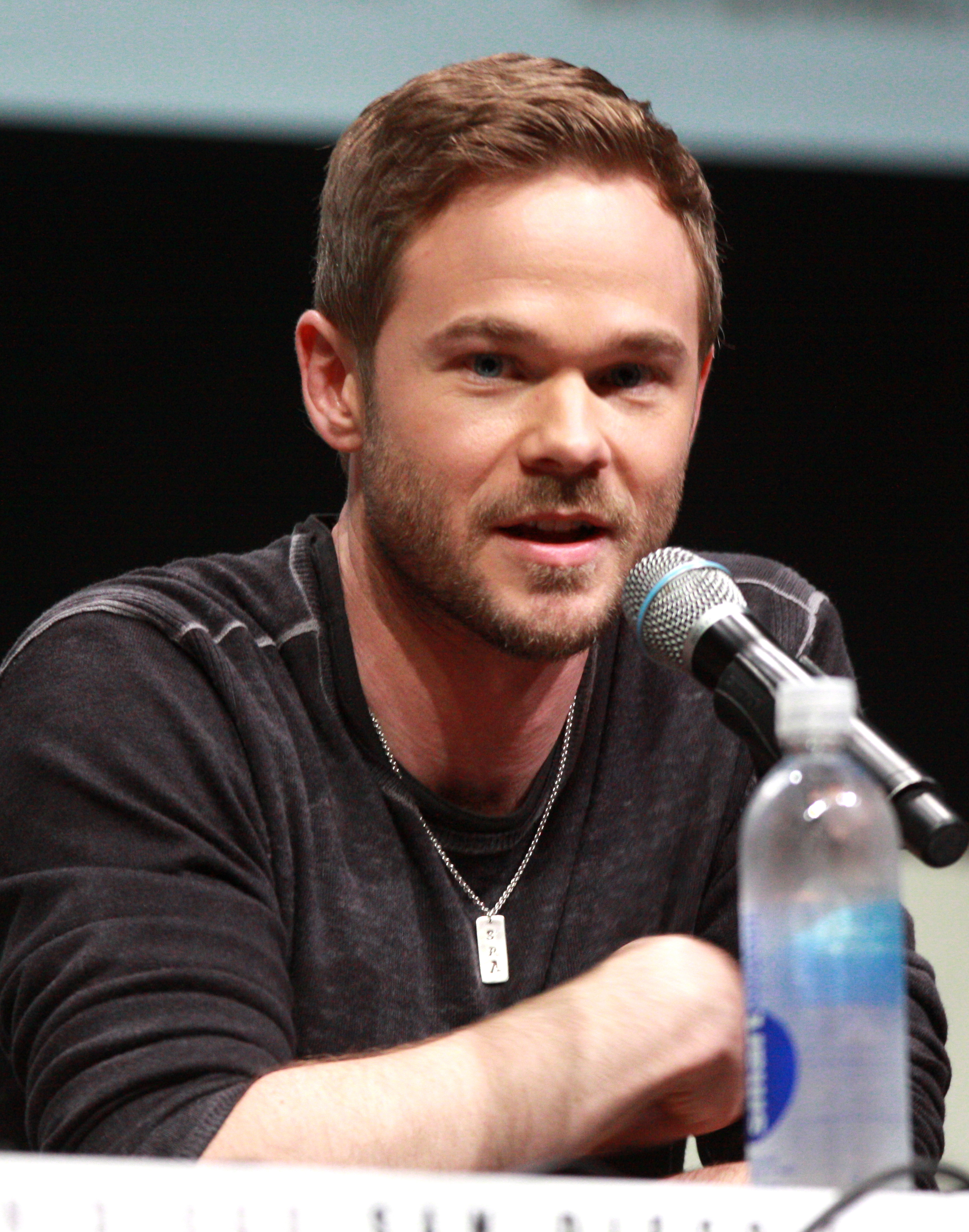
Shawn Ashmore, um dos dubladores do jogo, na San Diego Comic Con International, em 2013.

O jogo está sendo desenvolvido pela Supermassive Games, que focou principalmente nos títulos do PlayStation 4 por um longo período de tempo. Ao ver a recepção favorável ao Until Dawn, a equipe percebeu que havia um mercado para os títulos de drama interativo e queria expandir o conceito para um público maior. Man of Medan foi proposto como uma série de antologia. A Supermassive afirmou que eles lançariam um novo jogo a cada 6 meses na antologia, e cada título representa um tropo de horror e apresenta uma história única que não tem nenhuma conexão com outras entradas na série. O jogo foi inspirado na lenda do SS Ourang Medan, um navio fantasma que supostamente se tornou um naufrágio nas águas das Índias Orientais Holandesas na década de 1940. A Supermassive também contratou atores conhecidos, como Shawn Ashmore e Pip Torrens, para fornecer dublagem e captura de movimentos para o jogo.
A Supermassive e a publicadora Bandai Namco Entertainment anunciaram oficialmente o título em 21 de agosto de 2018. O jogo foi lançado em 30 de agosto de 2019 nas plataformas Microsoft Windows, PlayStation 4 e Xbox One. Uma versão de Nintendo Switch foi lançada em 04 de maio de 2023.